# Dekanat Babice
Dekanat Babice – jeden z 45 dekanatów w rzymskokatolickiej archidiecezji krakowskiej.

## Parafie
W skład dekanatu wchodzi 9 parafii oraz 1 rektorat:
- parafia Stygmatów św. Franciszka z Asyżu – Alwernia
- parafia Wszystkich Świętych – Babice
- parafia Ducha Świętego – Grojec
- parafia św. Stanisława Kostki – Kwaczała
- parafia MB Częstochowskiej – Mętków
- parafia MB Częstochowskiej – Okleśna
- parafia św. Marcina – Poręba Żegoty
- parafia św. Wawrzyńca – Regulice
- parafia Wniebowzięcia NMP – Zagórze
- rektorat Matki Bożej Fatimskiej – Jankowice

## Sąsiednie dekanaty
Chrzanów, Czernichów, Krzeszowice, Libiąż, Osiek (diec. bielsko-żywiecka), Trzebinia, Zator.